# Charles Tournemire

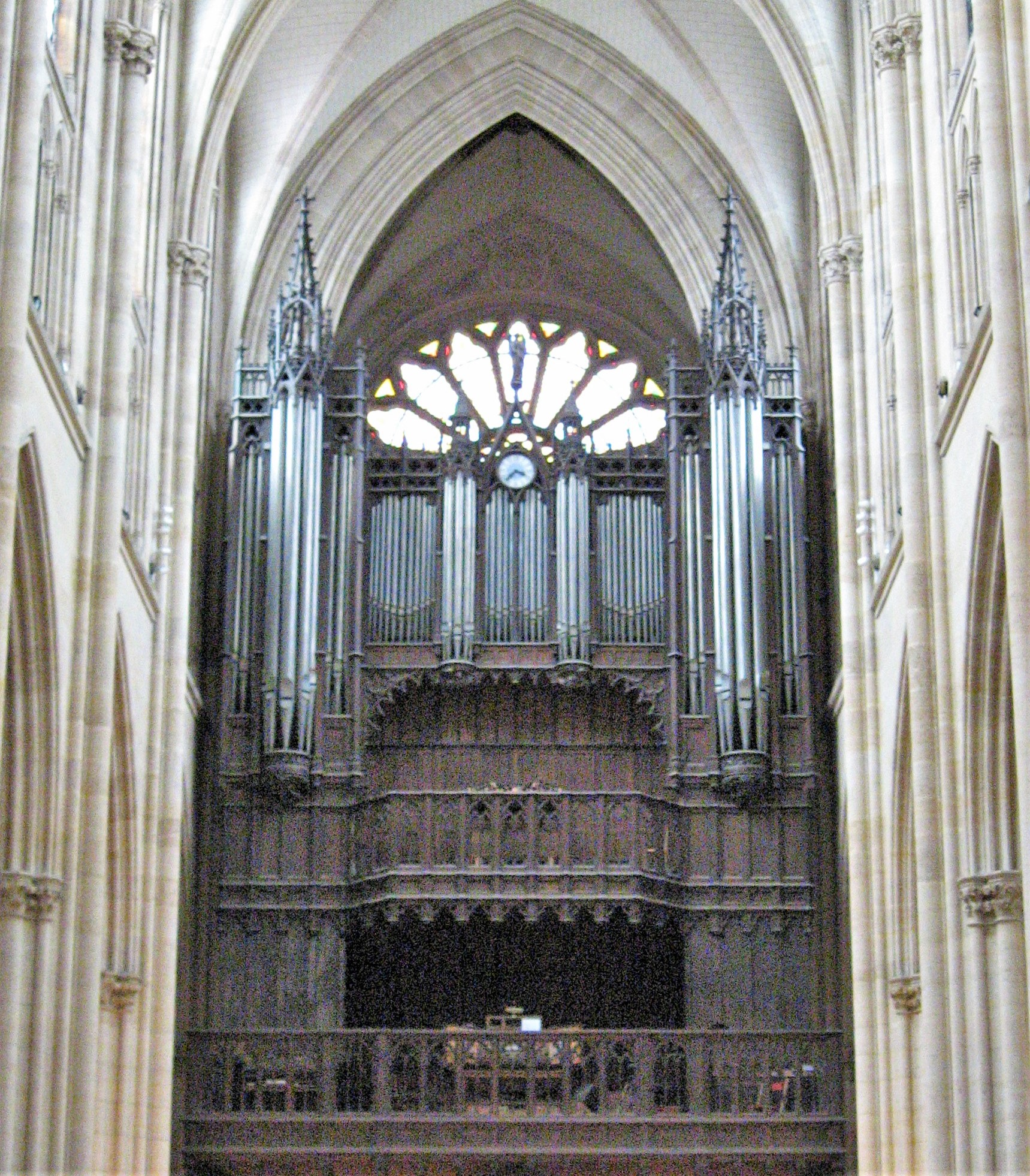
Ruim veertig jaar was Tournemire organist-titularis van het Cavaillé-Coll-orgel in de Basilique Sainte-Clotilde in Parijs

Charles Arnould Tournemire (Bordeaux, 22 januari 1870 – Arcachon, 3 of 4 november 1939) was een Frans componist, organist en improvisator.

## Leven en werk
Zijn eerste muziekonderricht kreeg hij aan het conservatorium in zijn geboortestad. Op elfjarige leeftijd speelde hij al orgel in de St. Pierre-kerk. In 1886 trok hij naar Parijs om er piano en harmonieleer te studeren. In 1889 werd hij toegelaten tot de orgelklas van César Franck, tot wiens jongste leerlingen hij behoorde, met Guillaume Lekeu. Van Franck kreeg hij slechts enkele maanden les, maar hij heeft een grote invloed gehad op het werk van Tournemire. Onder Charles–Marie Widor won hij in 1891 een Eerste Prijs voor orgelspel. In 1904 werd hem voor de compositie Le Sang de la Sirène de Grand Prix van de stad Parijs toegekend. 
Tournemire is organist geweest van de Saint-Médard en de Saint-Nicolas-du-Chardenet. In 1898 werd hij benoemd tot organist-titularis van de Basilique Sainte-Clotilde als opvolger van Gabriel Pierné. Deze positie behield hij tot zijn dood. In 1933 liet hij het Cavaillé-Coll-orgel restaureren en vergroten.
In 1919 (of 1921) werd hij docent kamermuziek aan het Conservatoire de Paris. In 1925 ambieerde hij de opvolger te worden van Eugène Gigout als docent voor de orgelklas, maar deze positie ging naar Marcel Dupré. 
Tournemire voelde zich sterk aangetrokken tot de zee en had een huis op het Île d'Ouessant. 

## Einde
In 1919 overleed zijn vrouw Alice Taylor, met wie hij sinds 1903 getrouwd was.
Tournemire, die sympathiseerde met de politiek-religieuze beweging Action Française, raakte eind jaren dertig in een steeds diepere depressie door de reële dreiging van een inval in Frankrijk door nazi-Duitsland. Met Apocalypse de Saint Jean, triptiek voor solisten, koor en orkest, wist hij artistiek vorm te geven aan een sterk persoonlijk en uiteindelijk wat hemzelf betreft fataal eindtijdgevoel.
In 1939 vond hij onder mysterieuze omstandigheden de dood in Arcachon in Aquitanië. De dood werd vastgesteld op 4 november, maar mogelijk was hij al een dag eerder overleden. Of hij verdronken was, een hartaanval had gekregen of zelfmoord had gepleegd, is nooit duidelijk geworden. Volgens de Belgische organist en componist Flor Peeters, die nauw bevriend was met Tournemire, had hij zijn dood zelf geënsceneerd. 

## Composities
Tournemires grootste werk is L'Orgue Mystique (1927-1932), bestaande uit 51 delen met orgelmuziek voor de zon- en feestdagen van het kerkelijk jaar, onderverdeeld in een kerst-, paas- en pinkstercyclus. Alle composities zijn, met het oog op hun liturgische functionaliteit, gebaseerd op de gregoriaanse gezangen voor de betreffende dag en bevatten een Prélude à l'Introït, Offertoire, Elévation, Communion en een Pièce terminale. Zijn opus 68 Postludes libres pour des Antiennes de Magnificat uit 1935 bevat 51 postludia. Verder schreef hij orgelsymfonieën, concerten en kleinere werken voor orgel.
Naast orgelwerken heeft hij ook pianomuziek, kamermuziek, liederen, een viertal theaterwerken en acht symfonieën voor orkest (waarvan nr. 4 met orgel en nr. 6 met koor) gecomponeerd.
Het werk van Tournemire is sterk religieus getint. Zijn stijl kan worden omschreven als post-impressionistisch, waarbij de invloed van Franck, maar ook die van Claude Debussy onmiskenbaar is. Hij was een van de eerste componisten die zich lieten beïnvloeden vanuit andere culturen (vooral die van India). Zijn fenomenale improvisatietalent is bewaard gebleven in vijf improvisaties die zijn leerling Maurice Duruflé via een opname genoteerd heeft.

## Werken (selectie)

### Muziek voor orkest

#### Symfonieën
- 1900 Symfonie nr. 1 Romantique in A majeur, voor orkest, op. 18
- 1908-1909 Symfonie nr. 2 Ouessant in B majeur, voor orkest, op. 36
- 1912-1913 Symfonie nr. 3 Moscou (1913) in E majeur, voor orkest, op. 43 - opgedragen aan de Nederlandse dirigent Evert Cornelis
- 1912-1913 Symfonie nr. 4 Pages Symphoniques, voor orkest en orgel, op. 44
- 1913-1914 Symfonie nr. 5 De la montagne in F majeur, voor orkest, op. 47
- 1915-1918 Symfonie nr. 6 Bible, voor tenor, gemengd koor, orgel en orkest, op. 48 - tekst: van de componist naar psalmen uit de boeken Jeremia, Jesaja en Hosea
- 1918-1922 Symfonie nr. 7 Les Danses de la vie voor orkest, op. 49
- 1920–1924 Symfonie nr. 8 Le Triomphe de la Mort, voor orkest, op. 51 - opgedragen aan zijn vrouw, "à jamais dans les hauteurs"

#### Andere werken voor orkest
- 1904 Rhapsodie, voor piano en orkest, op. 29
- 1909–1910 Poème, voor groot orgel en orkest, op. 38 - opgedragen aan Evert Cornelis
- 1926-1927 La Queste du Saint Graal, fresco voor vrouwenkoor en orkest

### Religieuze en kerkmuziek
- 1894 Pater noster, voor zangstem en orgel, op. 8 - opgedragen aan zijn leraar Charles Marie Widor
- 1908-1909 Psaume LVII (Vulgate LVI), voor gemengd koor, groot orkest en orgel, op. 37
- 1923 Psaume XLVI, voor vocale solisten, gemengd koor en orkest, op. 45
- 1932-1936 Apocalypse de Saint Jean, triptiek in 3 delen voor solist, gemengd koor en orkest, op. 63 - tekst: van de componist naar de Openbaring van Johannes
  1. Les 7 lettres
  2. Les 7 sceaux. Les 7 trompettes. Les 7 coupes. La grande Babylone
  3. Postlude symphonique (et choral)
- 1937 La Douloureuse passion du Christ, oratorium voor 3 solisten, gemengd koor, groot orgel en orkest, op. 72 - tekst: van de componist naar Anna Catharina Emmerich
- La Salutation Angélique, voor zangstem, viool en orgel

### Muziektheater

#### Opera's
| Voltooid in | titel | aktes                    | première                             | libretto |
| ----------- | --- | ------------------------ | ------------------------------------ | --- |
| 1905–1907   | Nittetis, op. 30 | 3 bedrijven, 7 taferelen |                                      | van de componist naar Pietro Metastasio                                                                                           |
| 1910-1912   | Chryséis (Les Dieux sont morts), op. 42 | 2 bedrijven              | 19 maart 1924, Parijs, Opéra Garnier | Eugène Berteaux |
| 1916–1929   | Trilogie Faust - Don Quichotte - Saint François d'Assise, op. 52 1. Faust (1925) - La vie de Faust en Lucifer 2. Don Quichotte (1924) - Prélude aux combats de l'Idéal - L'aventure des moulins à vent - L'aventure du thèâtre des marionnettes - L'aventure du chevalier de la Blanche Lune - Postlude pour la mort de Don Quichotte 3. Saint François d'Assise (1923) - Symphonie de la nature |                          |                                      | Nr. 1 van de componist naar Christopher Marlowe; Nr. 2 van de componist naar Miguel de Cervantes Saavedra; Nr. 3 van de componist |
| 1925-1926   | La Légende de Tristan, op. 53 | 3 bedrijven, 8 taferelen |                                      | Albert Pauphilet |
| 1937-1939   | Il Poverello di Assisi (Le petit pauvre d'Assise), op. 73 | 5 episodes, 7 taferelen  |                                      | Joseph Péladan |

#### Toneelmuziek
- 1902-1903 Le Sang de la sirène, muzikale legende in 4 bedrijven voor sopraan, alt, tenor, bas, gemengd koor en orkest, op. 27 - tekst: Marcel Brennure naar Anatole le Braz
  1. Prélude : vers Ouessant / Choeur "c'est une fille d'Ouessant" / La Légende
  2. Symphonie : le sabbat des Sirènes
  3. Un dimanche à Ouessant
  4. Symphonie Le "Proella" de Jean Morvarc'h / Chant de l'In Paradisum

### Liederen
- Mélodies, poèmes d'Anatole Le Braz (1901-1902)
- Poème, voor zangstem en piano, op. 32 (1908) - tekst: Albert Samain
- Sagesse, voor zangstem en piano, op. 34 (1908) - tekst: Paul Verlaine
- Triptyque, voor zangstem en piano, op. 39 (1910) - tekst: Albert Samain
- 3 Lieder, voor zangstem en piano, op. 46 (1912) - tekst: Albert Samain
- Dialogue sacré, uittreksel uit "Cantique des Cantiques" voor sopraan en piano, op. 50 (1919)

### Kamermuziek
- Sonate voor viool en piano (1892)
- Suite en trois parties voor altviool en piano, op. 11 (1897)
- Poème voor cello en piano, op. 35 (1908)
- Musique orante voor strijkkwartet, op. 61 (1933)
- Sonate-poème voor viool en piano, op. 65 (1935)

### Orgelmuziek
- Andantino (1894)
- Sortie en sol majeur, op. 3 (1894)
- Pièce symphonique, op. 16 (1899)
- Suite de morceaux, op. 19 (1900)
- Variae preces, op. 21 (1901–1902)
- Triple choral, op. 41 (1910)
- l'Orgue mystique, opp. 55/56/57 (1927-1932)
- Trois Poèmes, op. 59 (1932)
- Sei Fioretti, op. 60 (1932)
- Fantaisie symphonique, op. 64 (1934)
- Petites fleurs musicales, op. 66 (1932-1934)
- Sept chorales-poèmes pour les sept dernières paroles de Xrist, op. 67 (1935)
- Postludes libres pour des Antiennes de Magnificat, op. 68 (1935)
- Symphonie-choral, op. 69 (1935)
- Postludes libres pour des antiennes de magnificat, op. 68 (1935)
- Symphonie sacrée, op. 71 (1936)
- Suite évocatrice, op. 74 (1938-1939)
- 2 Fresques symphoniques sacrées, op. 75 (1939)
- Verschillende bewerkingen voor orgel van operamuziek van César Franck (Universal Edition, Wien)

### Pianomuziek
- Sérénade (1896)
- Poème mystique, op. 33 (1908)
- Pour le petit "Dani" (1915)
- 12 Préludes-Poèmes, op. 58 (1932)
- Cloches de Châteauneuf-du-Faou, op. 62 (1933)
- Études de chaque jour (1936)

## Publicaties
- César Franck, Paris: Delagrave, 1931. 75 p.
- Précis d'exécution, de registration et d'improvisation à l'orgue, Paris: M. Eschig; New York, Associated music publishers inc., 1936. 117 p.
- Petite méthode d'orgue, Paris: M. Eschig, 1949. 72 p.